# Sauce andalouse

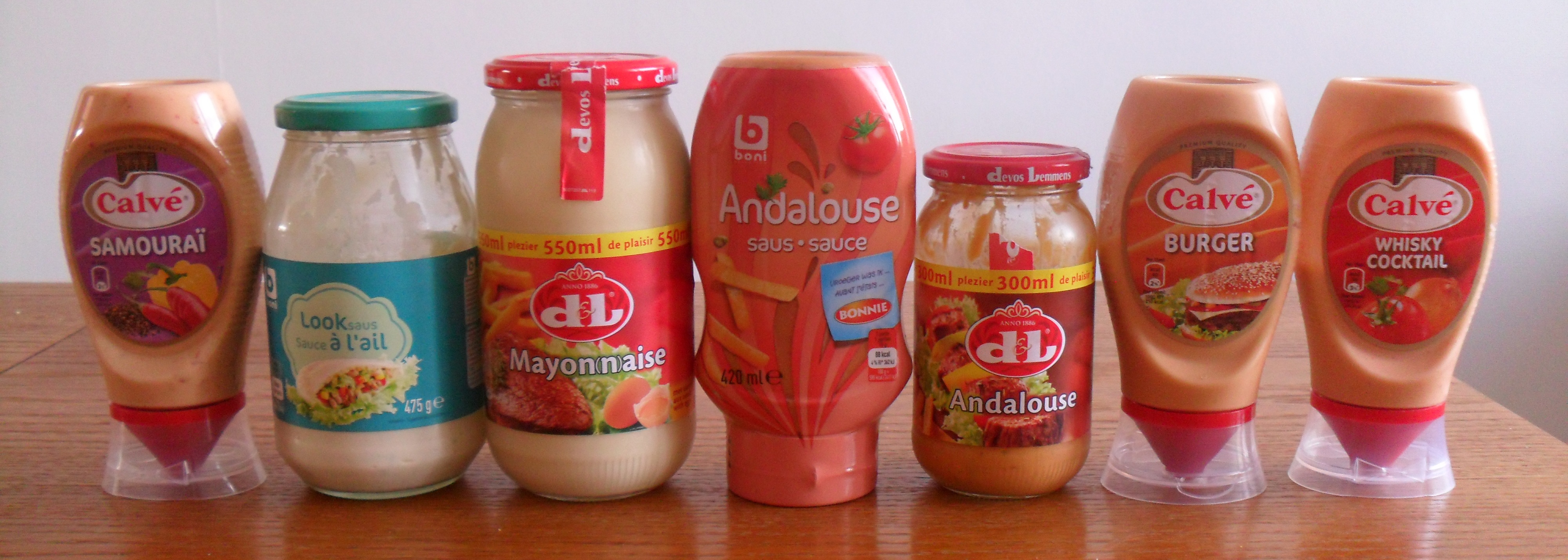
Belgische Saucen, mittig zwei Andalusische Saucen

Sauce andalouse ist eine kalte Sauce, die auf der Grundlage von Mayonnaise, Tomatenmark, Paprikastreifen und gehackten Tomaten zubereitet wird, abgeschmeckt mit verschiedenen Gewürzen (Knoblauch, Zwiebeln, Pfeffer und Chili). Auguste Escoffier veröffentlichte 1903 vermutlich als erster eine Rezeptur der Soße, die dann 1910 als Andalusische Sauce in einer deutschen Ausgabe erschien:

„Zu ¾ Liter festgehaltener Mayonnaise 2 Deziliter sehr rotes Tomatenpürre hinzufügen und zuletzt 75 Gr. in ganz kleine Würfel geschnittenen milden Pfeffer beigeben.“

Pfeffer ist eine Alternativbezeichnung für Paprika.
Sauce andalouse wird als Fertigsauce im Einzelhandel und in belgischen Imbissbuden verkauft. In seiner Werbung behauptet der belgische Saucenhersteller La William, erster Verkäufer dieser Sauce in Belgien zu sein. Sein Rezept enthält zusätzlich noch Senf, Kapern und Anchovis. Der Saucenhersteller H.J. Heinz verkauft eine Andalouse Sauce die Senf und Cayennepfeffer enthält.

## Andere Zubereitungsarten
Das Rezept einer andalusian sauce wurde 1897 in den USA veröffentlicht, was einer Tomatensauce mit geröstetem Knoblauch und kleingeschnittenem Schinken entsprach.
Nach einem Rezept in der Koch-Enzyklopädie New Larousse Gastronomique wird Sauce andalouse (kurz: Andalouse) aus einer Veloute mit blanchierten, geschälten und gehackten Paprika, Tomatenmark, Knoblauch, Petersilie, Salz und Pfeffer hergestellt. Diese Variante wird auch als warme Andalusische Sauce (französisch sauce andalouse chaude) bezeichnet.